# Kathrin Unterwurzacher
Kathrin Unterwurzacher, née le 5 juin 1992 à Innsbruck, est une judokate autrichienne.

## Palmarès international en judo
| Championnats d’Europe | Championnats d’Europe | Championnats d’Europe |
| Année                 | Médaille              | Catégorie             |
| --------------------- | --------------------- | --------------------- |
| 2016                  | argent                | –63 kg                |
| 2017                  | bronze                | –63 kg                |